# Баконь
Ба́конь (Ба́коньские го́ры, Ба́коньский лес; венг. Bakony) — горный массив в Центрально-Задунайском крае в Венгрии.

## История
Горы Баконь возникли в третичном и четвертичном периодах. Почву в долины наносило наступающее и затем отступающее море, а позже — реки и ручьи. Под воздействием движения воды образовались многочисленные воронки, скалы-башни и пещеры.
В XIII веке в Вертеше (венг.) и в Бакони один за другим строились замки знати и королей. В средние века в здешних охотничьих угодьях часто бывали венгерские короли, в том числе Матьяш I, о чём венгерский поэт Вёрёшмарти написал в своем произведении «Прекрасная Илонка». Позднее эти замки, будучи постоянными участниками сражений, стали частью системы пограничных крепостей.

## География
Горы Баконь находятся к северу от озера Балатон и находятся большей частью в медье Веспрем. Цепь гор прерывистая, протягивается с юго-запада на северо-восток, длина цепи 80 км, ширина — около 40 км. Долина Мор делит делит горный хребет. Южная часть — Баконь, северная — Ветреш. Самая высокая точка — гора Кёриш-Хедь (Kőris-hegy) (710 м), на вершине которой находится смотровая вышка. Неофициальной столицей горного края считается город Зирц.

### Климат
По сравнению с другими массивами Средневенгерских гор различия в климатических зонах в Баконе незначительные. На защищенной от ветра, часто освещенной солнечным светом Балатонской возвышенности климат более теплый. В Высоком Баконе на несколько градусов прохладнее, здесь больше выпадает осадков.

### Флора
Это также биосферный заповедник, на территории которого находятся прекрасные сосновые и буковые леса. На южной стороне растут душистый лук, папоротник нотолена марантовая, шпажник болотный. В более теплых местах Балатонской возвышенности растет инжир, также выращивается виноград. В тех областях, где осадков больше, деревья образуют более густую и высокую лесополосу и кажутся зарослями.
Характерны платообразные вершины и пологие склоны, покрытые дубово-буковыми лесами и пастбищами.

### Фауна
Очень часто можно встретить оленя. Также обитают муфлоны, кабаны, рыси. Из 350 видов птиц, встречающихся в Венгрии, 190 видов наблюдали в этих местах. За горным массивом Баконь, в бассейне Марцаль, селится большое количество аистов.

### Геология
Живописные долины и горы сложены известняками, доломитами, базальтовыми лавами и туфами. Известно свыше 1100 пещер (наиболее известные — пещеры гор Ликаш и Чатар, Кёлик и Сентгал).

## Достопримечательности
На высоте 400 метров, в городе Зирц, находится Баконьский Музей естественных наук с богатейшей экспозицией, демонстрирующая растительный и животный мир Бакони с террариумами, аквариумами и диорамами.

## Промышленность
Люди, поселившиеся на Балатонской возвышенности занимались в первую очередь виноградарством и земледелием, в Баконе — животноводством, обработкой дерева, лесным хозяйством, а в тех частях, которые вклиниваются в Малую среднедунайскую равнину, — пахотным земледелием, мукомольным делом и торговлей.
После полутора столетий опустошительного турецкого ига сюда, также, как и в другие регионы страны, были приглашены поселенцы. Их культура тесно переплелась с культурой местного населения, что дало толчок и развитию промышленности. Начали работать шахты, месторождения бурого угля, бокситов, марганцевых руд, стекольные и бумажные мануфактуры, типографии, фабрики по переработке табака и мяса, гончарные мастерские. Многие из них были предками таких известных ныне фирм, как Херендский фарфоровый завод, стекольный завод «Айка», мясной комбинат «Папа». По заказу венгерской знати известные венгерские и зарубежные архитекторы возводили церкви и дворцы. Начали строить школы.
Духовными центрами региона стали города Веспрем и Папа. После Второй мировой войны серьёзным испытанием для населения стала депортация немецкого населения.

## Культура
Горный жилой район всегда был плавильней, в которой перемешиваются разные культуры. Он такой и сейчас: гости из разных стран приезжают на «Фестивали песни» в г. Веспрем, на «Дни барокко» в г. Папа, в херендский «Порцеланий», на гребные регаты на озеро Веленце, на «Рыцарские игры» в г. Шюмег, на представление «Хождение по мукам» в г. Мадярполань, на фестиваль «Королевские дни» в г. Секешфехервар и на традиционные Бетховенские концерты в г. Мартонвашар.